# 마쓰다이라 야스카도
마쓰다이라 야스카도(일본어: 松平康圭, 1821년 11월 16일 ~ 1862년 9월 15일)는 일본 에도 시대의 다이묘로, 다나구라번의 2대 번주이다. 관위는 종5위하, 사콘노쇼겐, 스오노카미이다.
하마다 번의 3대 번주 마쓰다이라 야스토의 셋째 아들로 태어났다. 1854년 음력 9월 16일, 둘째 형이자 다나구라 번주인 야스타카가 은거하자, 가문을 계승하고 번주직에 올랐다. 주로 문화 사업에 진력하였으며, 1862년에 42세의 나이로 사망하였다. 맏아들 야스히로가 그 뒤를 이었다.
| 전임 마쓰다이라 야스타카 | 제2대 다나구라번 번주 (마쓰이 마쓰다이라가) 1854년 ~ 1862년 | 후임 마쓰다이라 야스히로 |